# Каховська вулиця (Мелітополь)
Каховська вулиця — вулиця у Мелітополі. Вулиця починається від Північного провулка та йде на південь до Річкового провулка. Забудована приватними будинками.

## Назва
Вулиця названа на честь міста Каховка, хоч прямого відношення до нього не має. Сусідньою вулицею Олександра Невського, однак, проходить автодорога М-14 «Одеса — Мелітополь — Новоазовськ», що веде на Каховку.
В іншій частині Мелітополя також існує Каховське шосе. До 1929 року Каховською називалась теперішня вулиця Івана Алексєєва.

## Історія
Три дещо зміщених одна відносно іншої ділянки, з ких складається вулиця, раніше були окремими провулками - 1-м, 2-м і 3-м Каховськими.
1-й Каховський провулок (від Східного до Південного провулка) та 2-й Каховський провулок (на південь від Південного провулка) були найменовані 29 червня 1951 року.
3-й Каховський провулок (від Східного до Північного провулка) був прорізаний та найменований 24 жовтня 1952 року.
12 січня 1962 року 1-й, 2-й і 3-й Каховські провулки були об'єднані в Каховську вулицю. В 2016 році в ході декомунізації перейменована на честь Іллі Стамболі.